# Ga khu công nghiệp Seongseo
Ga khu công nghiệp Seongseo là ga trên Tàu điện ngầm Daegu tuyến 2 ở Igok-dong, quận Dalseo, Daegu.